# Phạm Văn Phú
Phạm Văn Phú  (1928 – 1975) nguyên là một tướng lĩnh gốc Nhảy dù của Quân lực Việt Nam Cộng hòa, cấp bậc Thiếu tướng. Ông xuất thân từ trường Võ bị Liên quân do Chính phủ Quốc gia Việt Nam mở ra ở nam Cao nguyên Trung phần vào thời điểm Quân đội Quốc gia còn là thành phần trong Quân đội Liên hiệp Pháp. Ra trường, ông gia nhập vào Binh chủng Nhảy dù, về sau ông chuyển sang Chỉ huy Binh chủng Lực lượng Đặc biệt và Bộ binh cấp Sư đoàn. Sau cùng ông là Tư lệnh một trong 4 Quân đoàn và Vùng chiến thuật của Quân lực Việt Nam Cộng hòa. Ông là một trong năm tướng lĩnh Việt Nam Cộng hòa đã tự sát trong sự kiện 30 tháng 4 năm 1975.

## Tiểu sử & Binh nghiệp
Ông sinh ngày 16 tháng 10 năm 1928, trong một gia đình Nho học tại Hà Đông, miền Bắc Việt Nam (nay thuộc Hà Nội). Năm 1948, ông tốt nghiệp Trung học chương trình Pháp tại Hà Nội với văn bằng Tú tài bán phần (Part I). Sau đó ông được tuyển dụng làm công chức tại Hà Đông một thời gian đến khi gia nhập quân đội.

### Quân đội Quốc gia Việt Nam
Giữa năm 1952, thi hành lệnh động viên, ông nhập ngũ vào Quân đội Quốc gia, mang số quân: 48/300.402. Ông theo học khóa 8 Hoàng Thụy Đông tại trường Võ bị Liên quân Đà Lạt, khai giảng ngày 1 tháng 7 năm 1952. Ngày 28 tháng 6 năm 1953, ông mãn khóa tốt nghiệp với cấp bậc Thiếu úy hiện dịch. Ra trường, ông được chọn phục vụ trong đơn vị Nhảy dù của Quân đội Liên hiệp Pháp. Sau đó, ông chuyển về Tiểu đoàn 5 Nhảy dù đảm trách chức vụ Trung đội trưởng. Tháng 12 cùng năm, ông được thăng cấp Trung úy giữ chức vụ Đại đội phó.
Ngày 14 tháng 3 năm 1954, ông được cử làm Đại đội trưởng Đại đội 1 của Tiểu đoàn 5 Nhảy dù Quốc gia Việt Nam. Trong chiến dịch Điện Biên Phủ, đơn vị của Đại úy Phú nhảy dù xuống chi viện cho quân Pháp, ông đã từng bắt nhịp bài La Marseillaise (Quốc ca Pháp) cho lính dưới quyền vừa hát vừa xông lên phản kích ở đồi C1 nên được các sĩ quan Pháp cảm kích. Ngày 25 tháng 4, ông được tướng Pháp đặc cách thăng cấp Đại úy tại mặt trận do chiến tích của Đại đội ông chỉ huy đạt được trong nhiệm vụ tái chiếm cứ điểm trọng yếu là đồi Elianne (đồi C1). Khi Điện Biên Phủ thất thủ, Việt Minh bắt giam ông cùng với Bréchignac, Botella, Clédic, Mackowiak và nhiều quân nhân Pháp khác. Ngày 7 tháng 5, ông được ghi nhận là mất tích tại chiến trường do bị đối phương bắt làm tù binh, sau đó bị đưa về giam giữ ở trại giam Đình Cả, Thái Nguyên.

### Quân lực Việt Nam Cộng hòa
Ngày 8 tháng 7 năm 1955, sau Hiệp định Genève, Phạm Văn Phú cùng trong số 20 sĩ quan tù binh được Việt Minh trao trả qua ngã cầu Hiền Lương, sông Bến Hải, tỉnh Quảng Trị thuộc vĩ tuyến 17. Sau đó được biên chế vào Quân đội Việt Nam Cộng hòa. Tháng 9 cùng năm, ông được cử theo học lớp Dẫn đạo Chỉ huy tại Trung tâm Huấn luyện số 1 ở Quán Tre. Đến đầu tháng 2 năm 1956, ông được tái phục vụ trong Binh chủng Nhảy dù.
Giữa tháng 1 năm 1960, ông được biệt phái qua đơn vị Bảo an, giữ chức vụ Tỉnh đoàn trưởng Bảo an tỉnh Kiến Phong. Tháng 5 cùng năm, ông được cử làm Quận trưởng quận Trà Cú thuộc tỉnh Vĩnh Long. Ngày 26 tháng 10 cuối năm, nhân dịp lễ Quốc khánh lần thứ năm của nền Đệ nhất Cộng hòa, ông được thăng cấp Thiếu tá tại nhiệm.
Đầu tháng 8 năm 1961, ông được cử làm Liên đội trưởng Liên đội Quan sát số 1 thuộc Lực lượng Đặc biệt. Hạ tuần tháng 10 cùng năm, được cử đi du học lớp Thực tập hành quân và Huấn luyện Lực lượng Đặc biệt tại Okinawa, Nhật Bản trong thời gian một tháng.
Hạ tuần tháng 4 năm 1964, sau cuộc Chỉnh lý các tướng lĩnh trong Hội đồng Quân nhân Cách mạng để giành quyền lãnh đạo của tướng Nguyễn Khánh, ông được cử làm Chỉ huy trưởng đơn vị Lực lượng Đặc biệt Vùng 3 Chiến thuật. Đến ngày 10 tháng 8, ông được kiêm chức vụ Tham mưu trưởng Bộ tư lệnh Binh chủng Lực lượng Đặc biệt thay thế Trung tá Nguyễn Hộ. Ngày 1 tháng 11 cùng năm, nhân kỷ niệm 1 năm cách mạng 11/1963, ông được thăng cấp Trung tá tại nhiệm.
Tháng 4 năm 1965, ông được thăng cấp Đại tá và chuyển ra miền Trung nhận công tác tại Bộ tư lệnh Quân đoàn I ở Đà Nẵng. Cuối tháng 6, Xử lý thường vụ chức vụ Tư lệnh Sư đoàn 2 Bộ binh và Biệt khu 12 chiến thuật trong thời gian Tư lệnh đương nhiệm của Sư đoàn là Thiếu tướng Hoàng Xuân Lãm kiêm Tư lệnh Quân đoàn I. Thượng tuần tháng 3 năm 1966, ông bàn giao chức vụ Tham mưu trưởng Lực lượng Đặc biệt lại cho Trung tá Nguyễn Hợp Đoàn, sau đó được cử làm Phụ tá cho Tư lệnh Sư đoàn 1 Bộ binh do Chuẩn tướng Phan Xuân Nhuận làm Tư lệnh. Hạ tuần tháng 10 cùng năm, ông được cử đi công cán tại Hồng Kông với nhiệm vụ đặc biệt trong thời gian 1 tuần lễ. Hạ tuần tháng 7 năm 1967, tiếp tục là Phụ tá Tư lệnh Sư đoàn 1 do Đại tá Ngô Quang Trưởng làm Tư lệnh.
Đầu tháng 7 năm 1968, ông thuyên chuyển về Vùng 4 Chiến thuật, được cử làm Tư lệnh Biệt khu 44 Chiến thuật khu vực Đồng Tháp Mười và khu vực biên giới Việt-Miên. Trung tuần tháng 4 năm 1969, ông được đặc cách thăng cấp Chuẩn tướng tại nhiệm.
Đầu tháng 1 năm 1970, được lệnh bàn giao Biệt khu 44 lại cho Đại tá Võ Hữu Hạnh, sau đó ông được bổ nhiệm vào chức vụ Tư lệnh Lực lượng Đặc biệt, thay thế Đại tá Phan Đình Thứ (tự Lam Sơn).
Tháng 8 năm 1970, ông được lệnh bàn giao chức vụ Tư lệnh Lực lượng Đặc biệt lại cho Đại tá Hồ Tiêu. Sau đó ông được bổ nhiệm làm Tư lệnh Sư đoàn 1 Bộ binh thay thế Thiếu tướng Ngô Quang Trưởng được bổ nhiệm làm Tư lệnh Quân đoàn IV và Quân khu 4. Giữa tháng 4 năm 1971, ông được đặc cách thăng cấp Thiếu tướng tại nhiệm, do Sư đoàn 1 đạt được chiến công trong chiến dịch Lam sơn 719. Sau đó, ông được cử làm Trưởng đoàn hướng dẫn phái đoàn gồm 25 quân nhân các cấp có chiến tích ở Hạ Lào đi thăm viếng Trung Hoa Dân Quốc (Đài Loan).
Trung tuần tháng 9 năm 1972, ông xin từ nhiệm để dưỡng bệnh sau khi bàn giao Sư đoàn 1 lại cho Đại tá Nguyễn Văn Điềm (nguyên Tư lệnh phó Sư đoàn). Đầu năm 1973, ông được chỉ định làm Chỉ huy trưởng Trung tâm Huấn luyện Quang Trung thay thế Thiếu tướng Đoàn Văn Quảng.
Đầu tháng 11 năm 1974, ông bàn giao Trung tâm Huấn luyện Quang Trung lại cho Thiếu tướng Trần Bá Di (nguyên Tư lệnh phó Quân đoàn IV). Ngay sau đó, ông được bổ nhiệm làm Tư lệnh Quân đoàn II và Quân khu 2 thay thế Trung tướng Nguyễn Văn Toàn.
- Quân đoàn II vào thời điểm tháng 3/1975, nhân sự trong Bộ Tư lệnh Quân đoàn được phân bổ trách nhiệm như sau:

-Tư lệnh - Thiếu tướng Phạm Văn Phú
-Tư lệnh phó - Chuẩn tướng Lê Văn Thân
-Phụ tá 1 - Chuẩn tướng Trần Văn Cẩm
-Phụ tá 2 - Chuẩn tướng Phạm Duy Tất
-Tham mưu trưởng - Đại tá Lê Khắc Lý
-An ninh Quân đội - Đại tá Nguyễn Văn Hãn
-Trưởng phòng 2 - Đại tá Vĩnh Phổ
-Trưởng phòng 3 - Trung tá Nguyễn Văn Đệ
-Trưởng phòng Tổng Quản trị - Trung tá Trần Tiệp
-Chỉ huy Pháo binh - Đại tá Nguyễn Ngọc Sáu
-Chỉ huy Tiếp vận - Đại tá Phạm Thanh Nghị

## Trong năm 1975
Đầu tháng 3/1975, chiến dịch Tây Nguyên của Quân Giải phóng miền Nam nổ ra. Trước và trong chiến dịch, Phạm Văn Phú đã có những phán đoán sai lầm, cho rằng Quân Giải phóng miền Nam chỉ vờ đánh Buôn Ma Thuột để tập trung vào Kon Tum và Pleiku, nhưng thực tế thì hoàn hoàn ngược lại. Hậu quả là ông đã góp phần khiến tính hình chiến sự ngày càng xấu đi, làm suy sụp tinh thần và tan rã gần như hoàn toàn lực lượng của Quân đội Sài Gòn ở Cao nguyên Trung phần.
Ngày 16 tháng 3, theo chỉ thị của Tổng thống Nguyễn Văn Thiệu trong cuộc họp khẩn cấp ngày 14 tháng 3 tại Thị xã Cam Ranh, ông được chỉ thị tổ chức và chỉ huy cuộc triệt thoái toàn bộ Quân đoàn II và Quân khu 2 về Tuy Hòa để tái phối trí (Bộ tư lệnh Quân đoàn đặt ở Nha Trang). Cuộc triệt thoái này đã hoàn toàn thất bại, làm rối loạn và thiệt hại lớn cho Quân đoàn II và Quân khu 2. Sau đó ông bị triệu tập về Sài Gòn nhưng vì lâm bệnh nặng nên không thể trình diện Tổng thống Thiệu được. Đầu tháng 4, ông phải vào điều trị tại Tổng y viện Cộng hòa.
Đến sáng ngày 29 tháng 4 tại tư dinh số 19 đường Gia Long, Sài Gòn, sau khi nhờ Đại úy Đỗ Đắc Tân (sĩ quan tùy viên) đưa phu nhân và các con ông lên phi trường Tân Sơn Nhứt (nay là sân bay quốc tế Tân Sơn Nhất) để di tản ra khỏi Việt Nam, ông đã tự sát bằng một liều thuốc độc cực mạnh. Một trung úy tên Mạnh (sĩ quan an ninh) biết được sự việc liền báo ngay cho phu nhân chưa kịp lên đường, quay trở lại đưa ông vào bệnh viện Grall cấp cứu nhưng vô vọng vì ông đã uống quá nhiều thuốc. Ông bị hôn mê đến 11 giờ 15 trưa ngày 30 tháng 4, tỉnh lại thều thào hỏi phu nhân về hiện tình chiến cuộc ra sao. Sau khi được biết Tổng thống Dương Văn Minh đã ra lệnh cho toàn thể Quân lực Việt Nam Cộng hòa buông súng đầu hàng và quân Giải phóng đã tiến vào Sài Gòn, nghe xong ông từ trần, hưởng dương 47 tuổi.

## Huy chương
- Bảo quốc Huân chương đệ tam đẳng

## Gia đình
- Thân phụ: Phạm Văn Tích
- Thân mẫu: Nguyễn Thị Nhiễm.
- Nhạc phụ: Đỗ Văn Lựu (nguyên là Trung tá Chỉ huy phó Ngự lâm quân ở Đà Lạt thời Quốc trưởng Bảo Đại).
- Nhạc mẫu: Vương Chúc Anh (người Hoa gốc Thượng Hải)
- Bào đệ: Phạm Văn Đương
- Bào muội: Phạm Thị Phương
- Phu nhân: Bà Đỗ Thị Lâm Đệ
- Các con: Phạm Ngọc Quý, Phạm Ngọc Vinh, Phạm Ngọc Hiển, Phạm Thị Phương Hà, Phạm Thị Phương Thảo, Phạm Thị Phương Dung, Phạm Ngọc Đông và Phạm Ngọc Phúc
(Trong số 8 người con, hiện có 1 người con gái đang sống ở Việt Nam, 7 người còn lại đã định cư ở Hoa Kỳ).